# Miroslav Lecián
Miroslav Lecián (* 11. října 1969) je bývalý český fotbalista.

## Fotbalová kariéra
V české lize hrál za FC Petra Drnovice. Nastoupil v 9 utkáních. Ve druhé české lize hrál za Slováckou Slavii Uherské Hradiště, nastoupil ve 42 utkáních a dal 1 gól.
V nižších soutěžích hrál za Ratíškovice (MSFL 1994/95) a Kyjov (Divize D 1995/96). Nastupoval také za Pozořice (2000–2005) a opět Drnovice (2007–2010).

## Ligová bilance
| Ročník                          | Zápasy | Góly | Klub              |
| ------------------------------- | ------ | ---- | ----------------- |
| 1. česká fotbalová liga 1993/94 | 9      | 0    | FC Petra Drnovice |
| CELKEM                          | 9      | 0    |                   |